# Ophelia Lovibond
Ophelia Lucy Lovibond (ur. 19 lutego 1986 w Londynie) – angielska aktorka, która wystąpiła m.in. w filmie Strażnicy Galaktyki.

## Filmografia

### Filmy
| Rok  | Tytuł                            | Rola              | Uwagi       |
| ---- | -------------------------------- | ----------------- | ----------- |
| 2005 | Oliver Twist                     | Bet               |             |
| 2006 | Krucjata w dżinsach              | Isabella          |             |
| 2007 | Popcorn                          | Katerina          |             |
| 2009 | Bottle                           | Sam               | krótkometr. |
| 2009 | Shadows in the Sun               | Kate              |             |
| 2009 | John Lennon. Chłopak znikąd      | Marie             |             |
| 2010 | Pokój na czacie                  | Charlotte         |             |
| 2010 | 4.3.2.1                          | Shannon           |             |
| 2010 | Londyński bulwar                 | Penny             |             |
| 2011 | Sex story                        | Vanessa           |             |
| 2011 | Turnout                          | Sophie            |             |
| 2011 | Pan Popper i jego pingwiny       | Pippi Pepenopolis |             |
| 2012 | 8 Minutes Idle                   | Teri              |             |
| 2012 | The Poison Tree                  | Biba Capel        |             |
| 2013 | Czysty strzał                    | Abbie             |             |
| 2013 | Thor: Mroczny świat              | Carina            | cameo       |
| 2014 | Strażnicy Galaktyki              | Carina            |             |
| 2015 | Odważ się zdobyć faceta          | Jessica           |             |
| 2016 | Tommy’s Honour                   | Meg Drinnen       |             |
| 2016 | Autopsja Jane Doe                | Emma              |             |
| 2016 | Gozo                             | Lucille           |             |
| 2019 | Rocketman                        | Arabella          |             |
| 2020 | Timmy Fiasco: Błędy się zdarzają | Patty Failure     |             |
| 2024 | Here. Poza czasem                | Stella Beekman    |             |

### Telewizja
| Rok                   | Tytuł                  | Rola                        | Uwagi                      |
| --------------------- | ---------------------- | --------------------------- | -------------------------- |
| 2000                  | The Wilsons            | Poppy Wilson                | 6 odc.                     |
| 2003                  | Single                 | Rachel Barton               | 6 odc.                     |
| 2003                  | The Bill               | Carly Flint                 | 2 odc.                     |
| 2003                  | Loving You             | Alice                       | film TV                    |
| 2005                  | Na sygnale             | Jude Greer                  | 1 odc.                     |
| 2005                  | Nathan Barley          | Mandy                       | 1 odc.                     |
| 2006–2007             | Szpital Holby City     | Jade McGuire                | 9 odc.                     |
| 2007                  | The Bill               | Serena Black                | 1 odc.                     |
| 2007                  | Heartbeat              | Charlie Prentice            | 1 odc.                     |
| 2008                  | Messiah                | Lucy Waite                  | miniserial                 |
| 2008                  | Delta Forever          | Roxy                        | 1 odc.                     |
| 2009                  | Lewis                  | Jessica Rattenbury          | 1 odc.                     |
| 2009                  | FM                     | Daisy                       | gł. obsada, 6 odc.         |
| 2012                  | Titanic: Blood & Steel | Kitty Carlton               | gł. obsada, 12 odc.        |
| 2014                  | Pod numerem 9          | Rachel                      | 1 odc.                     |
| 2014                  | Mr. Sloane             | Robin                       | gł. rola                   |
| 2014–2017             | W1A                    | Izzy Gould                  | gł. rola                   |
| 2014–2015, 2017, 2019 | Elementary             | Katheryn „Kitty” Winter     | 15 odc.                    |
| 2016                  | Hooten & the Lady      | Lady Alexandra Lindo-Parker | gł. rola, 8 odc.           |
| 2019                  | Whiskey Cavalier       | Emma Davies                 | 4 odc.                     |
| 2020                  | Feel Good              | Binky                       | 5 odc.                     |
| 2020                  | Na poboczu             | Susan Laurence              | miniserial, 1 odc.         |
| od 2020               | Warto się starać       | Erica                       | gł. rola                   |
| 2021                  | A gdyby…?              | Carina (głos)               | 1 odc.                     |
| 2022                  | This England           | Carrie Symonds              | miniserial, w gł. obsadzie |
| 2022–2023             | Minx                   | Joyce                       | gł. rola                   |
| 2023                  | Partygate              | Annabel Dacre               | film TV                    |